# Charíessa
Charíessa är en ort i Grekland.   Den ligger i prefekturen Nomós Imathías och regionen Mellersta Makedonien, i den norra delen av landet, 300 km norr om huvudstaden Aten. Charíessa ligger 38 meter över havet och antalet invånare är 926.
Terrängen runt Charíessa är platt åt nordost, men åt sydväst är den kuperad. Runt Charíessa är det ganska tätbefolkat, med 72 invånare per kvadratkilometer. Närmaste större samhälle är Náousa, 8,6 km väster om Charíessa. Trakten runt Charíessa består till största delen av jordbruksmark.